# Station Ciledug
Ciledug is een spoorwegstation in Cirebon in de Indonesische provincie West-Java.

## Bestemmingen
- Gaya Baru Malam Selatan: naar Station Jakarta Kota en Station Surabaya Gubeng
- Senja Bengawan: naar Station Tanahabang en Station Solo Jebres
- Sawunggalih Utama: naar Station Pasar Senen en Station Kutoarjo
- Kutojaya Utara: naar Station Tanahabang en Station Kutoarjo